# Acacia ericksoniae
Acacia ericksoniae é uma espécie de leguminosa do gênero Acacia, pertencente à família Fabaceae.